# Zahorčičky
Zahorčičky jsou malá vesnice, část obce Hradiště v okrese Plzeň-jih v Plzeňském kraji. Nachází se asi 1,5 kilometru na jih od Hradiště. Je zde evidováno 16 adres. V roce 2011 zde trvale žilo 19 obyvatel.
Zahorčičky jsou také název katastrálního území o rozloze 1,83 km².

## Historie
První písemná zmínka o vesnici pochází z roku 1227.

## Obyvatelstvo
| Rok            | 1869 | 1880 | 1890 | 1900 | 1910 | 1921 | 1930 | 1950 | 1961 | 1970 | 1980 | 1991 | 2001 | 2011 | 2021 |
| -------------- | ---- | ---- | ---- | ---- | ---- | ---- | ---- | ---- | ---- | ---- | ---- | ---- | ---- | ---- | ---- |
| Počet obyvatel | 111  | 114  | 95   | 92   | 105  | 105  | 85   | 67   | 69   | 55   | 46   | 40   | 29   | 19   | 25   |
| Počet domů     | 16   | 16   | 16   | 16   | 17   | 17   | 16   | 16   | 14   | 13   | 13   | 15   | 15   | 16   | 15   |

## Obecní správa
Při sčítání lidu v letech 1850–1879 Zahorčičky byly osadou obce Nezdřev v okrese Blatná. V letech 1880–1975 byly samostatnou obcí, se kterým patřily nejprve do okresu Blatná, ale od roku 1960 v okrese Plzeň-jih. Od 1. ledna 1976 jsou částí obce Hradiště v okrese Plzeň-jih.

## Pamětihodnosti
- Kaple
- Boží muka
- 5 křížků v okolí vesnice

## Fotogalerie

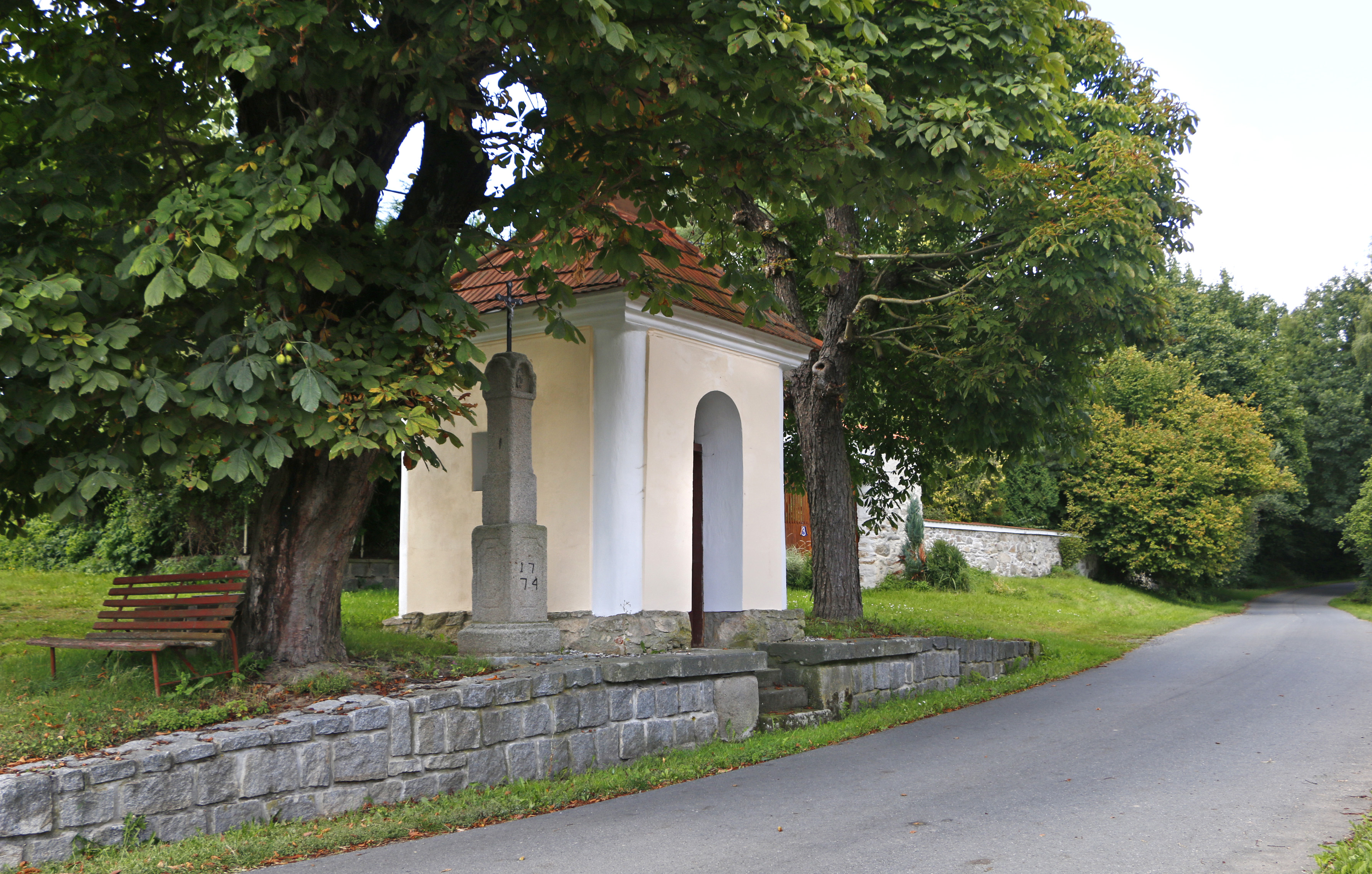
Kaple pod kaštany
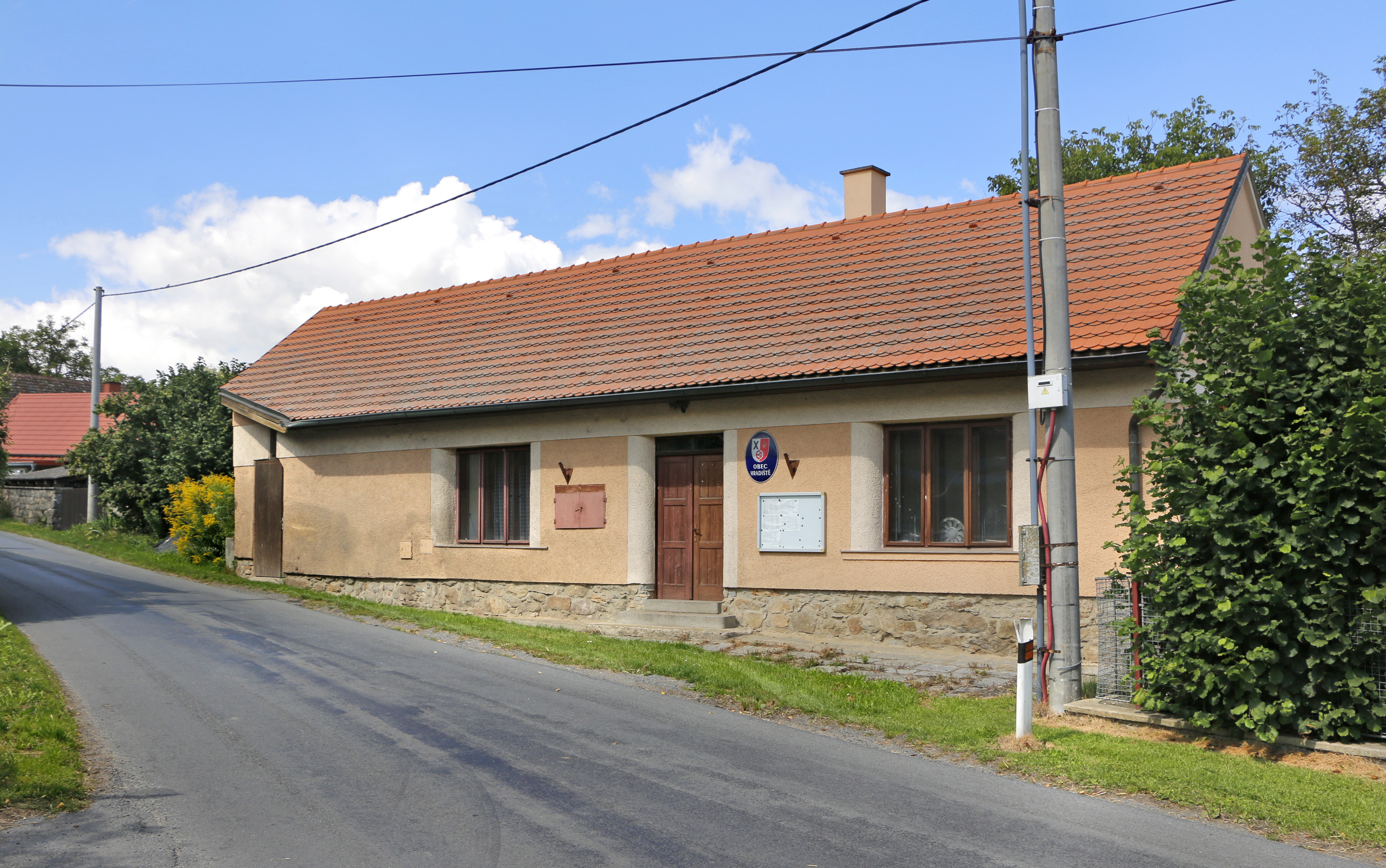
Dům čp. 10
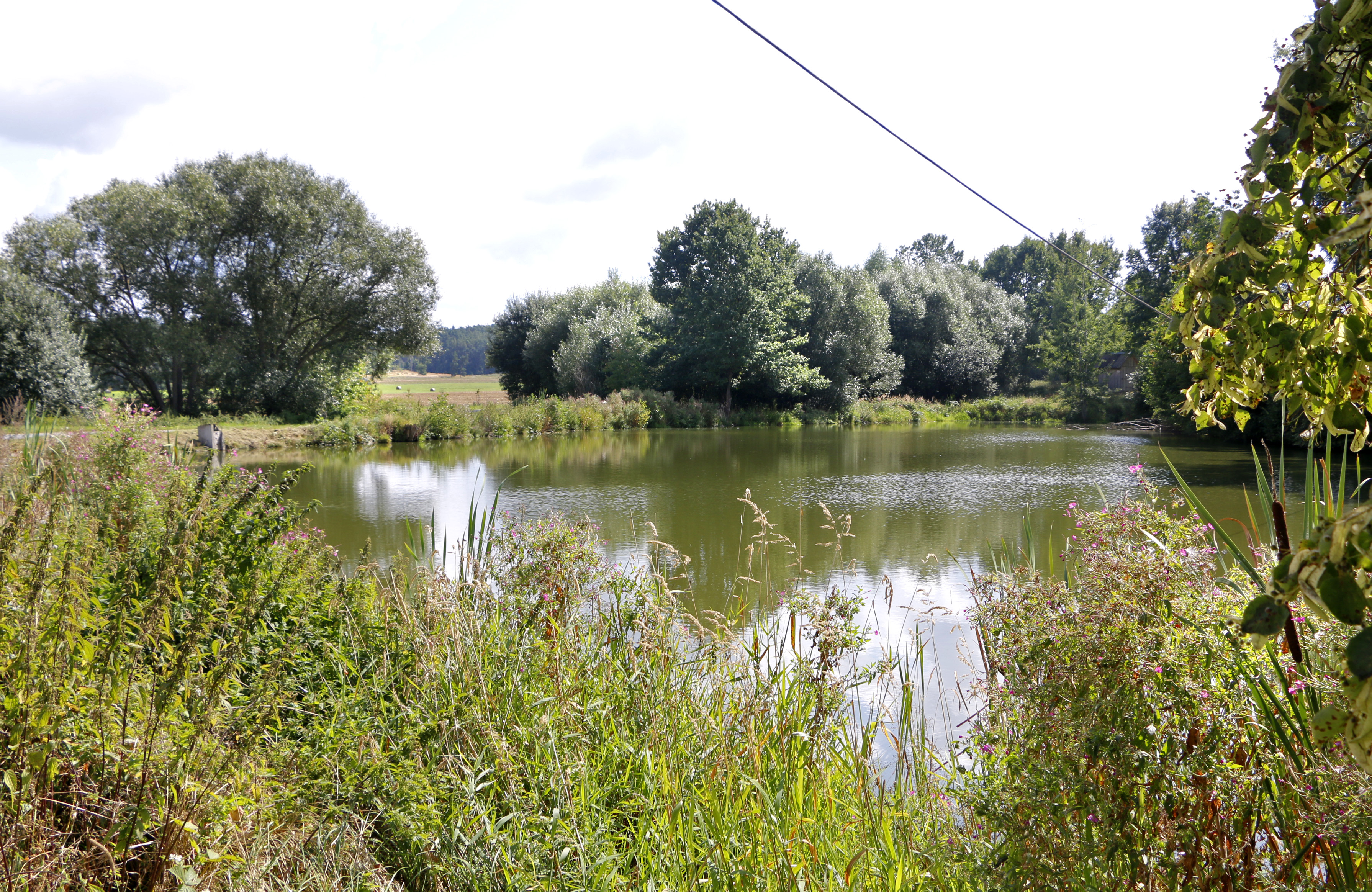
Rybník pod vsí
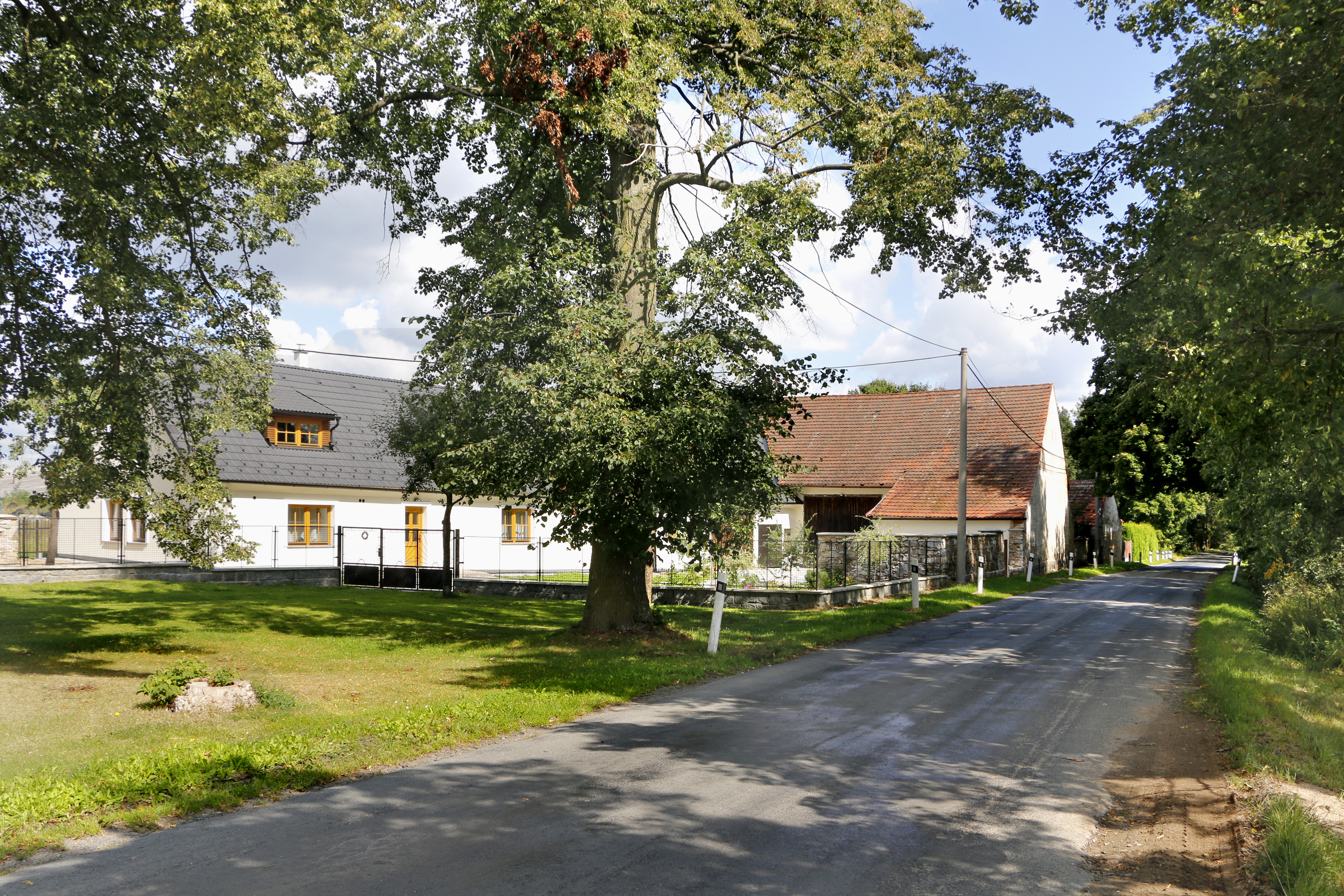
Bývalý statek
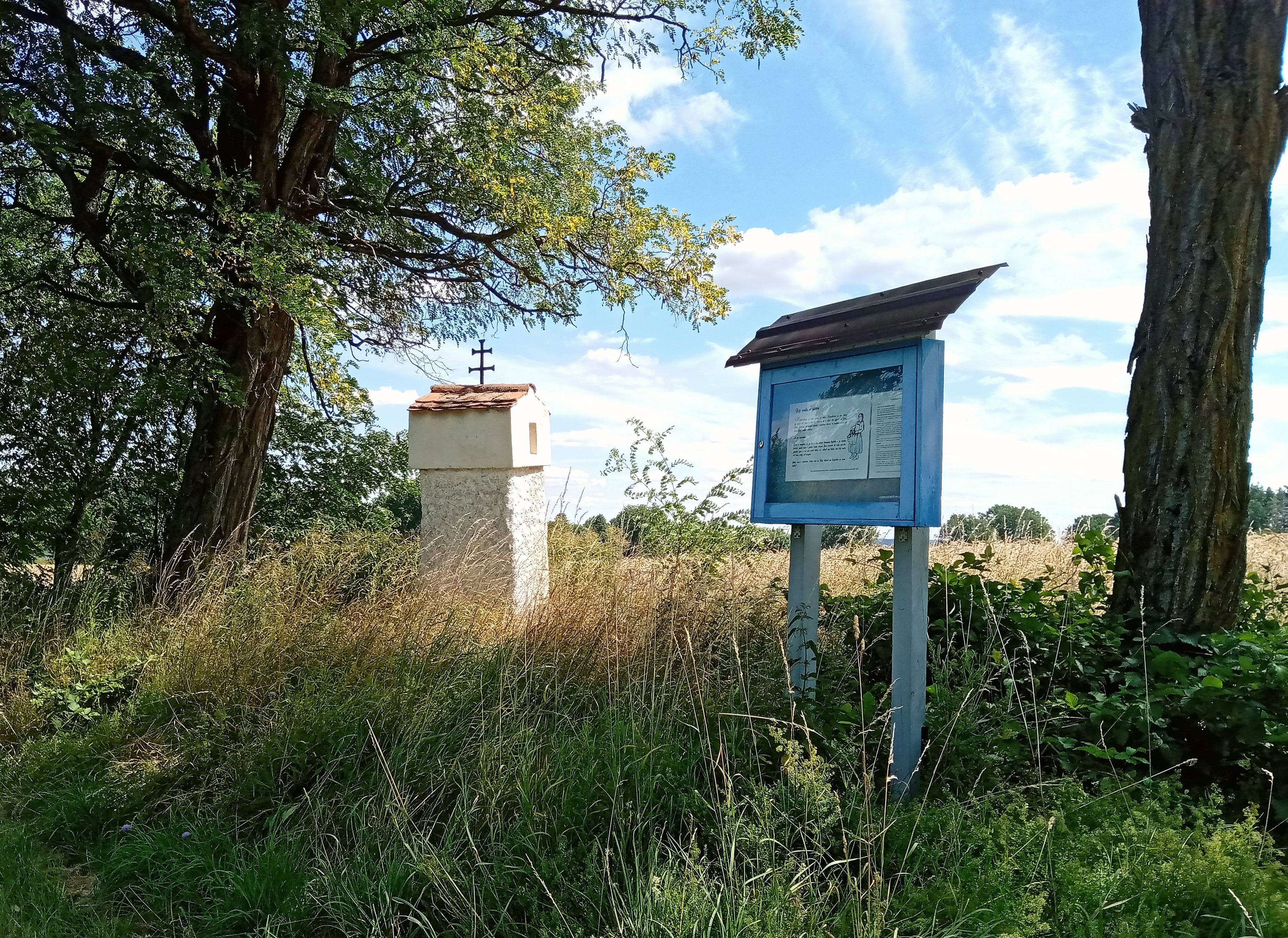
Boží muka v Zahorčičkách
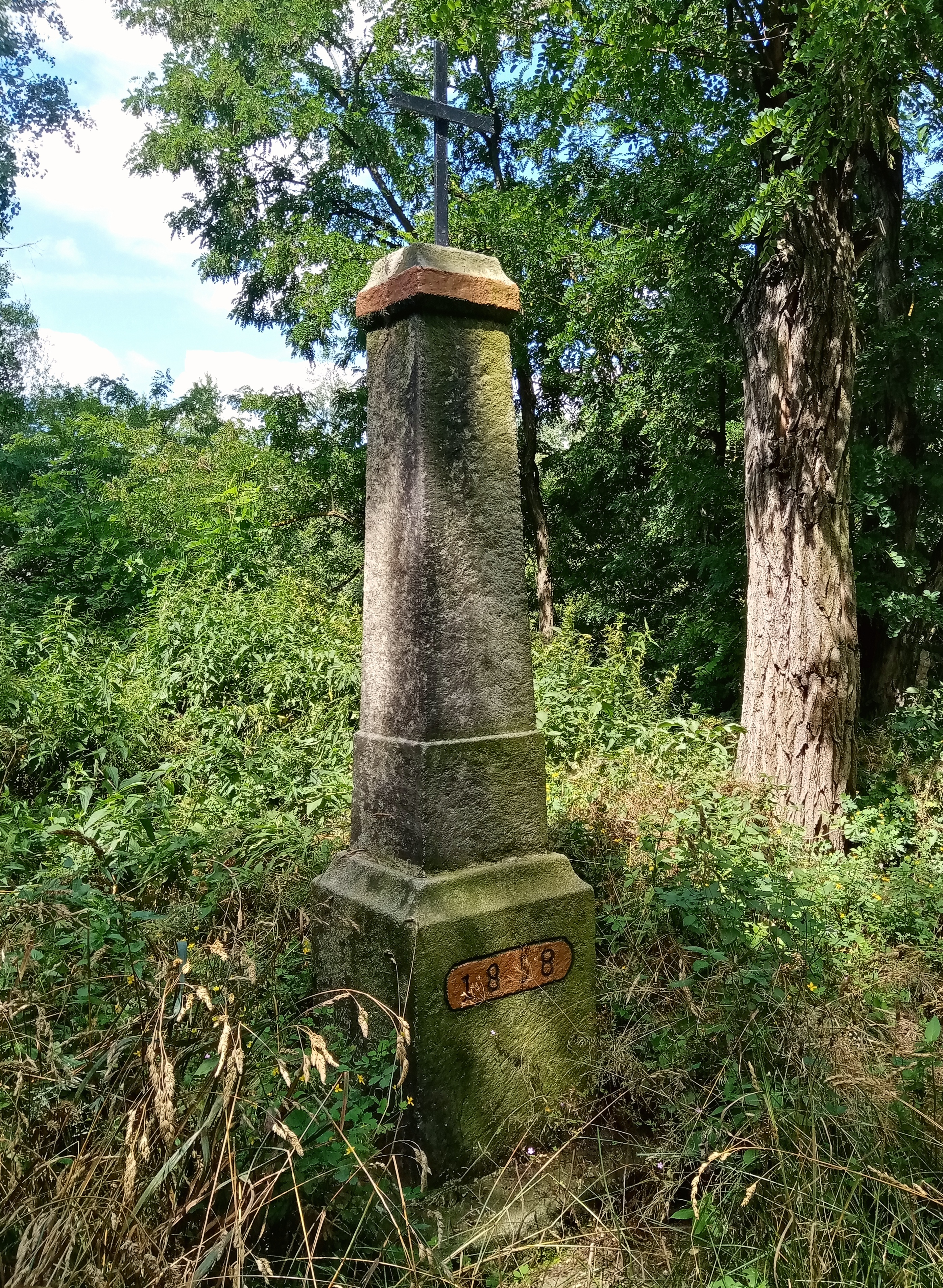
Křížek na vršku u obce Zahorčičky